# مارک جولیا
مارک جولیا (انگلیسی: Marc Julia; ۲۳ اکتبر ۱۹۲۲ – ۲۹ ژوئن ۲۰۱۰) شیمیدان اهل فرانسه بود.